# Öschbrig
L'Öschbrig (noto anche come Oetlisberg o Ötlisberg) con un'altezza di 696 metri, è una collina boscosa della Svizzera che domina a est il Lago di Zurigo.

## Geografia
L'Öschbrig è una collina boscosa situata ad est della città di Zurigo, tra la valle del fiume Glatt e il lago di Zurigo. Il suo punto più alto è situato circa 200 metri sopra il lago di Zurigo. La montagna è parte di una catena di colline - tra i quali Käferberg, Adlisberg, Forch e Pfannenstiel - tra il lago di Greifen e il lago di Zurigo.
Sui fianchi occidentali dell'Öschbrig si trova Witikon, un quartiere di Zurigo . In una valle tra il lato nord della collina e il lato sud-est dell'Adlisberg si trova la frazione di Pfaffhausen, un villaggio del Gemeinde di Fällanden.

## Origine del nome
Öschbrig è la forma svizzero-tedesca di "Oetlisberg", che era il nome dato originariamente alla foresta che copre il monte. "Oetli" potrebbe essere un nome di famiglia o potrebbe derivare dai nomi maschili alemanni Otmar o Otfrid. Il nome Öschbrig è attestato per la prima volta nel 1492.

## Flora e Fauna
L'Öschbrig è coperto da un bosco di larici, parzialmente distrutto dalla tempesta Lothar del dicembre 1999. Sono anche presenti abeti di Douglas, non comuni in questa regione, mentre le radure create da Lothar sono state colonizzate da faggi e frassini. Nel bosco vivono fra l'altro voraci cervi.